# Karangkajen
Karangkajen is een bestuurslaag in het regentschap Magelang van de provincie Midden-Java, Indonesië. Karangkajen telt 1524 inwoners (volkstelling 2010).